# Marie Eléonore Godefroid

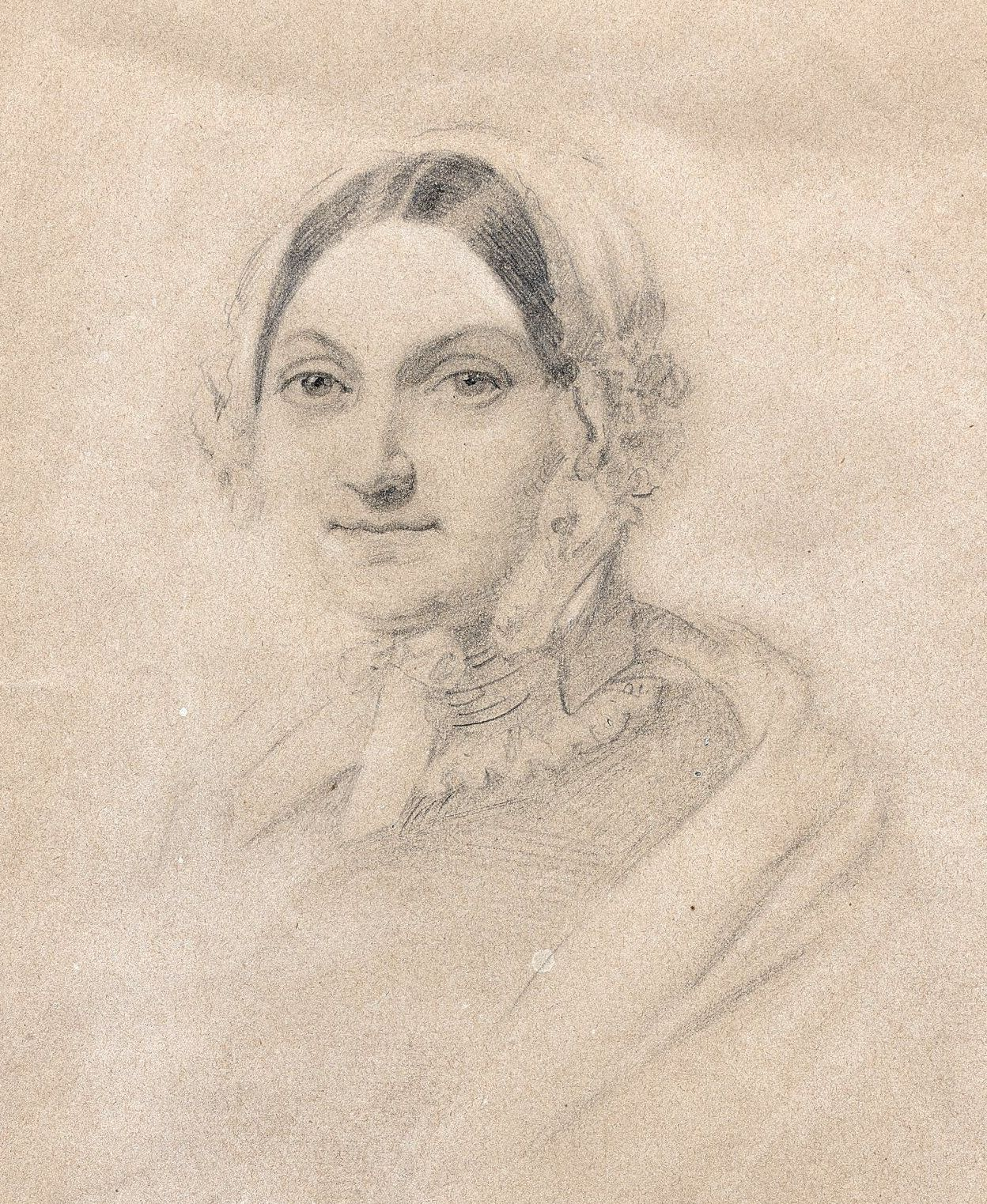
Marie Eléonore Godefroid – gemalt von Jules Boilly

Marie Eléonore Godefroid (* 29. Juni 1778 in Paris; † 9. Juni 1849 ebenda) war eine französische Malerin des Klassizismus und bekannt für ihre Porträts, die sie in Öl, Aquarell und Pastell anfertigte.

## Leben
Marie Eléonore Godefroid war die Tochter und Schülerin des Malers Joseph-Ferdinand-François Godefroid, welcher im Louvre ein Atelier besaß. Godefroid war zudem Schülerin von Jean-Baptiste Isabey sowie von François Gérard, der ebenfalls im Louvre wohnte, und erhielt bereits im Alter von 17 Jahren eine Anstellung als Lehrerin für Kunst und Musik an einem Mädchenpensionat in Saint-Germain-en-Laye, bevor sie im Jahre 1805 den Schuldienst beendete und als Mitarbeiterin im Atelier ihres Lehrers und Freundes François Gérard bis ins hohe Lebensalter Porträtaufträge ausführte und auch Verwaltungsaufgaben übernahm. Nach dem Tod von François Gérard vollendete Marie Eléonore Godefroid dessen letztes Bild Orléans und lebte weiter mit seiner Familie. Sie starb an der Cholera und wurde auf dem Friedhof von Montparnasse beerdigt. Am 1. Februar 1869 wurden ihre sterblichen Überreste exhumiert.

## Werk
Das Spezialgebiet von Marie Eléonore Godefroid waren Kinderporträts der Oberschicht. Sie malte die Kinder des Herzogs von Orléans, von Königin Hortense de Beauharnais sowie von Fürsten und Generälen. Ihr gelang es, die Kinder sowohl wirklichkeitsnah darzustellen als auch die gesellschaftliche Stellung der Familie zum Ausdruck zu bringen.

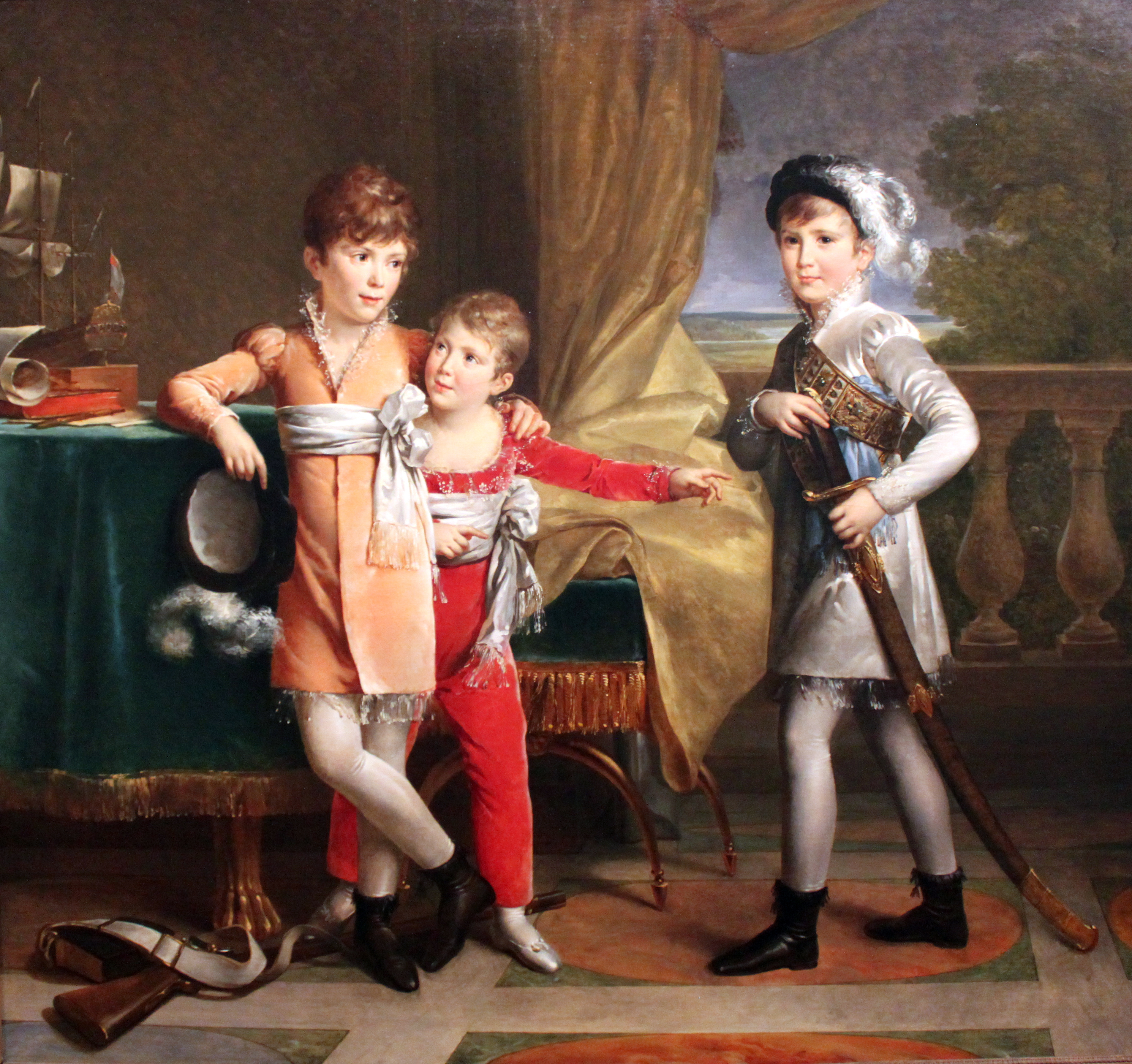
Marie Eléonore Godefroid: Die Söhne des Marschalls Ney (1810)

- 1807:  Portrait de Madame Campan
- 1810:  Les fils du maréchal Ney, 162 × 173 cm, Gemäldegalerie (Berlin)[3][A 1]
- 1812:  La reine Hortense et ses deux fils
- Ca. 1814:  Portrait de Louis XVIII de France, Schloss Versailles
- Etwa 1818–1849:  Portrait de Mme de Staël, Museum der Geschichte Frankreichs
- Ca. 1820:  Le prince Napoléon Achille Murat, Museum of Arts and Sciences, Macon (Georgia), USA
- 1824:  Jacques-Alexandre-Bernard Law, marquis de Lauriston
- 1830:  Portrait de Mademoiselle Mars, Musée Carnavalet, Paris
- 1835:  François Pascal Simon Gérard
- 1841:  Portrait de Elena Viganò
- Ca. 1842:  Portrait des enfants de Pierre-Jean David d'Angers, Musée des Beaux-Arts d‘Angers, Angers, Frankreich
- Ca. 1842:  Shéhérazade et Chahriar
- 1844:  Portrait de Luigi Cicconi
- Vor 1849:  Novella d'Andrea, Privatsammlung
- Vor 1849:  Portrait de François Gérard, École nationale supérieure des beaux-arts de Paris, Paris
- Vor 1849:  Portrait de femme au turban jaune
- 19. Jh.:  Un garçon avec sa chienne et ses chiots
- 19. Jh.:  Porträt de Abd el-Kader, Musée d’Art et d’Industrie (Roubaix)[5]
- Frühes 19. Jh.:  Portrait de Marie-Joséphine de Savoie, assise sur un siège garni de tissu à motif fleurdelisé en robe blanche, coiffée d'un diadème aux Armes de France
- Charles-Maurice de Talleyrand

Von Marie Eléonore Godefroid sind noch mehrere Porträts bekannt, die nicht ausgestellt wurden, zum Beispiel das von Frau d'Oudenarde, der Gräfin La Tour-Maubourg oder von Camille Jordan. Zudem malte sie für die Regierung mehrere Kopien der Porträts von Ludwig XVIII. und Karl X. nach François Gérard. Godefroid erhielt mehrere Medaillen bei Ausstellungen in den Jahren 1812 und 1824.

## Ausstellungen
zu Lebzeiten
- 1810, 1812, 1819, 1822, 1827: Louvre, Paris[2]

posthum
- 2017: In neuem Licht, Gemäldegalerie (Berlin)[6][A 2]